# 의정부경량전철
의정부경량전철은 의정부 경전철을 사업 시행하는 신한금융지주 및 신한은행의 자회사이다. 파산한 GS그룹 계열사였던 옛 의정부경전철 주식회사를 대신해 2019년 5월 1일부터 2042년 6월말까지 운영한다.

## 운영 노선
- ● 의정부 경전철 : 발곡 - 차량기지 임시승강장